# Коэффициент Трейнора
Коэффициент Трейнора (ΚT) — представляет собой отношение средней доходности, превышающей безрисковую процентную ставку, к систематическому риску β.

## Расчет коэффициента
{\displaystyle K_{T}={\frac {E[R-R_{f}]}{\beta }}}
- {\displaystyle R} — доходность портфеля (актива)
- {\displaystyle R_{f}} — доходность от альтернативного вложения (как правило, берется безрисковая процентная ставка)
- {\displaystyle E[R-R_{f}]} — математическое ожидание
- {\displaystyle \beta } — систематический риск

В отличие от Коэффициент Шарпа, в данном показателе доходность соотносится не с общим риском, а только с систематическим (недиверсифицируемым).